# La città sommersa
La città sommersa (City Beneath the Sea) è un film del 1953 diretto da Budd Boetticher.